# Сан-Педру-ду-Эштевал
Сан-Педру-ду-Эштевал (порт. São Pedro do Esteval)  —  район (фрегезия) в Португалии,  входит в округ Каштелу-Бранку. Является составной частью муниципалитета  Проенса-а-Нова. По старому административному делению входил в провинцию Бейра-Байша. Входит в экономико-статистический  субрегион Пиньял-Интериор-Сул, который входит в Центральный регион. Население составляет 666 человек на 2001 год. Занимает площадь 60,96 км².
Покровителем района считается Апостол Пётр (порт. São Pedro). 

## История
Район основан в 1554 году.

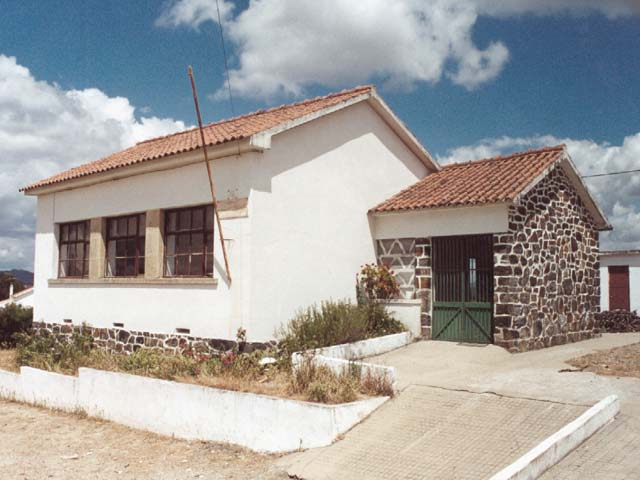
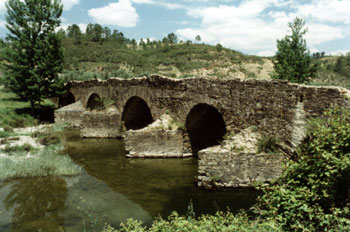
Мост